# True (album L’Arc-en-Ciel)
True jest czwartym albumem grupy L’Arc-en-Ciel. Został wydany 12 grudnia 1996 r. Był to ostatni album z Sakurą na perkusji. Płytę promowały cztery single: „Kaze ni Kienaide” (風にきえないで), „Flower”, „Lies and Truth” i „The Fourth Avenue Cafe”.

## Utwory
1. 	"Fare Well”   -	4:57
2. 	"Caress of Venus”   - 4:25
3. 	"Round and Round”   - 3:25
4. 	"Flower”   - 4:58
5. 	"Good-Morning Hide”   - 5:02
6. 	"The Fourth Avenue Cafe”   - 5:03
7. 	"Lies and Truth” („True” Mix)  - 5:52
8. 	"Kaze ni Kienaide” („True” Mix) (風にきえないで) – 4:37
9. 	"I Wish”   - 4:35
10. 	"Dearest Love”  - 6:47

## Twórcy
- Hyde – śpiew, harmonijka we Flower
- Ken – gitara elektryczna
- Tetsu – gitara basowa, wokal wspierający
- Sakura – perkusja